# Bacotia
Bacotia is een geslacht van vlinders van de familie van de zakjesdragers (Psychidae).

## Soorten
- B. claustrella (Bruand, 1845) - Knopzakdrager
- B. nepalica Dierl, 1966
- B. sakabei Seino, 1981